# Distributed Ledger Technology (DLT)
Distributed Ledger Technology (DLT) o Tecnología de Contabilidad  Distribuida es un sistema electrónico o base de datos para registrar información que no es ejecutada por una sola entidad. Esta nos permiten almacenar y usar datos que pueden ser descentralizados (almacenados en varios lugares) y distribuidos (conectados y, por lo tanto, pueden comunicarse) tanto de forma privada o pública.
Se requiere una red de igual a igual, así como algoritmos de consenso para garantizar la replicación entre los nodos. Una forma de diseño de libro mayor distribuido es el sistema blockchain , que puede ser público o privado.

## ¿Qué es?
Las DLT y ‘blockchain’ comparten origen conceptual, son libros de registro digitalizados y descentralizados , y a menudo los términos se confunden, pero se diferencian por una serie de particularidades que no ambas tecnologías comparten.
Una DLT es simplemente una base de datos que gestionan varios participantes y no está centralizada. No existe una autoridad central que ejerza de árbitro y verificador. El registro distribuido aumenta la transparencia , dificultando cualquier tipo de fraude o manipulación y el sistema es más complicado de ‘hackear’.
Es probable que todo esto resulte familiar, sobre las características de ‘blockchain’. Y es que ‘blockchain’ no es otra cosa que una DLT con una serie de características particulares. También es una base de datos o registro compartida, pero en este caso mediante unos bloques que, como indica su propio nombre, forman una cadena. Los bloques se cierran con una especie de firma criptográfica llamada ‘hash’; el siguiente bloque se abre con ese ‘hash’, a modo de sello lacrado. De esta forma, se certifica que la información, encriptada, no se ha manipulado ni se puede manipular. ‘Blockchain’ debe su fama, entre otras cosas, a que es la tecnología detrás de la famosa criptomoneda ‘bitcoin’.

## Aplicación

### Comercio
El comercio es uno de los casos de uso crucial de registros distribuidos. La DLT es más conocida como el terreno comercial de las criptomonedas. Normalmente, el negocio comercial es arriesgado y también implica decisiones emocionales. Y cuando tienes que lidiar con los sistemas bancarios típicos, deja mucho papeleo y, por lo tanto, se vuelve bastante obsoleto con el tiempo.

### Entretenimiento
Las soluciones de registro distribuido realmente pueden cambiar la escena típica de las industrias del entretenimiento. Hoy en día, un buen artista en realidad no se beneficia tanto mientras trabaja en una empresa. Muchos artistas ganan dinero a través de los streaming, y este proceso puede ser bastante agitado. Es uno de los populares casos de uso de registros  distribuidos.

### Fabricación
Los proyectos de tecnología de registro distribuidos pueden brillar verdaderamente en el mundo de la producción. Una red que enlaza a todos los trabajadores puede garantizar resultados más grandes en un corto período de tiempo. Es posible que ya te hayas dado cuenta de que las soluciones de registro distribuido encajan bastante en el nicho de fabricación y pueden hacer que el sistema sea más eficiente y rentable. Es otro caso popular de uso de registros distribuidos.
Sin embargo, todo el proceso de conexión de estos trabajadores con la fabricación aún no está sobre la mesa. Lo que los proyectos de tecnología de registro distribuido pueden hacer aquí es proporcionar un ecosistema para observar a los trabajadores y tomar decisiones racionales basadas en el resultado.

### Seguridad
Otro de los casos de mejor uso de registro distribuidos es la ciberseguridad. Ahora todos están conectados a través de internet. La gente se está moviendo hacia un estilo de vida digital total. Por lo tanto, la ciberseguridad ahora es la principal prioridad de cualquier empresa o individuo. Los piratas informáticos se están volviendo cada vez más sigilosos, y grandes cantidades de dinero son eliminadas por la falta de seguridad.

### Medicina
La tecnología es capaz de almacenar toda la información del paciente, y los médicos podrían hacer un buen diagnóstico basado en la información. Puede ayudar a los médicos a analizar los síntomas y comenzar el tratamiento de inmediato. La atención médica es uno de los mejores casos de uso de registros distribuidos.
También sería capaz de ayudar en los descubrimientos científicos utilizando una gran cantidad de datos en poco tiempo. También puede conectar a los pacientes con sus médicos a través de aplicaciones con tecnología de registro distribuido. La tecnología también es capaz de proteger cualquier información del paciente y proporcionar el control exclusivo al paciente únicamente.

### Método de Pago
Es otro caso popular de uso de registros distribuidos. Esta tecnología tiene la capacidad de convertirse en un ecosistema de pago global. Ya ofrece y puede satisfacer las demandas de las crecientes demandas financieras. Los pagos globales en un sistema bancario típico requieren mucho tiempo y, en la mayoría de los casos, muchas personas no pueden enviar dinero al extranjero en momentos de necesidad.

## Tipos
Permissionless ledgers (registros o libros sin permiso): Es una DLT sin propietario único, como la utilizada en Bitcoin. Estos ledgers descentralizados públicos son accesibles para todos los usuarios de Internet. Esto permite que cualquier persona aporte datos y que todos tengan exactamente la misma copia del registro, de tal manera que nadie puede impedir que se agreguen transacciones.
Permissioned ledgers Existen dos tipos de ledgers con permiso: públicos y privados. Son registros o libros con uno o muchos propietarios, donde un número limitado de participantes tienen el poder de aprobar los datos nuevos que se van añadiendo. 
- En el caso de los permissioned private ledgers (ledgers privados autorizados), sólo las entidades autorizadas pueden leer el contenido del ledger y escribir en el ledger; por ejemplo, Corda de R3. Los ledgers privados autorizados pueden tener uno o muchos propietarios. Cuando se agrega un nuevo registro, se comprueba la integridad del libro mayor mediante un proceso de consenso limitado. Esto es llevado a cabo por agentes de confianza como departamentos gubernamentales o bancos. Este proceso hace que la entrada y verificación de datos sea más rápida y eficiente cuando se compara con el proceso de consenso de libros libres de permisos. Además, el uso de firmas digitales por nodos en la cadena también crea conjuntos de datos altamente verificables.
- En los permissioned public ledgers (ledgers públicos autorizados), sólo las entidades autorizadas pueden escribir en el ledger, pero cualquiera puede ver el contenido del libro mayor, por ejemplo, Ripple. Un ledger autorizado puede tener algunos aspectos 'sin permiso' en circunstancias donde las entidades 'no autorizadas' pueden tener acceso restringido para ver conjuntos de datos parciales. Sin embargo, invariablemente no tendrán derechos de edición en ese blockchain